# Bruntje
Das Seenotrettungsboot (SRB) Bruntje war ein Boot der so genannten 7-Meter-Klasse der Deutschen Gesellschaft zur Rettung Schiffbrüchiger (DGzRS). Es wurde im Jahr 1972 von der Evers-Werft in Niendorf unter der Baunummer 509 gebaut. Die interne Bezeichnung lautete KRST 16.
Die erste Hilfeleistung geschah am 23. September 1972. Von Heiligenhafen aus wurde das bei NNW-Wind der Stärke 6 aufgelaufene Segelboot „Olphi“ mit drei Personen an Bord freigeschleppt.

## Namensgebung
Bei dem Namen Bruntje handelt es sich um einen friesischen Frauennamen.
Der Name Mövenort, auf den das Boot im Februar 1990 nach Umbau in einer Werft umgetauft wurde, ist die Bezeichnung der Gegend um die Nordspitze der Insel Rügen.

## Technische Ausstattung
Das Seenotrettungsboot war mit Funkanlagen, Echolot, GPS, Fremdlenzpumpe und einer Bergungspforte ausgestattet. Das Boot besaß, wie alle „echten“ Boote der 7-m-Klasse, kein Radargerät (nähere Erläuterung dazu: Seenotrettungsboot Kaatje).

## Stationierungen
Heiligenhafen war vom 14. Juli 1972 an der erste Stationierungsort der Bruntje. Ab Oktober 1975 war das Boot in Burgtiefe auf der Insel Fehmarn eingesetzt, bis es am 1. Juni 1986 nach Puttgarden verlegt wurde. Von dort folgte im Februar 1990 die Abgabe an den Rettungsdienst der DDR und die Verlegung zum letzten Einsatzort Freest. Am 10. April 1990 erfolgte die Übergabe an den DDR-Seenotrettungsdienst, die symbolische Rückgabe an die DGzRS bereits am 3. Oktober desselben Jahres. In Freest tat das Boot unter dem Namen Mövenort Dienst bis zur Ausmusterung bei der DGzRS – durch die Wiedervereinigung nun wieder Eigentümerin des Bootes – am 19. November 1992.
Die DGzRS verkaufte das Boot daraufhin an den Seenotrettungsdienst der Niederländischen Antillen, wo es unter dem Namen Citro 2 (nach dem Namen der dortigen Rettungsorganisation „Citizens Rescue Organisation“) bis zum Jahr 2003 in Dienst war. Das Boot kam Anfang 2004 per Schiff wieder zurück nach Europa und sollte im „Nationaal Reddingmuseum Dorus Rijkers“ in Den Helder/Niederlande ausgestellt werden. Im November 2005 wurde das Boot an einen deutschen Privatmann verkauft. Am 24. August 2007 wurde die Bruntje offiziell im Schifffahrtsmuseum in Haren/Ems getauft und kann seitdem dort angesehen werden.